# Primal Scream
Primal Scream (temporalment abreviat a PRML SCRM quan l'eixida del disc XTRMNTR) és un grup de rock alternatiu format a Glasgow, Escòcia, liderat pel que va ser bateria dels The Jesus and Mary Chain, Bobby Gillespie. Actualment la banda està formada pel següents membres : Andrew Innes i Robert 'Throb' Young són els guitarristes; Martin Duffy és teclista; Gary 'Mani' Mounfield és el baixista; Darrin Mooney toca la bateria; i Bobby Gillespie és el cantant i guitarrista. Un altre guitarrista durant les gires és el productor Kevin Shields, que va ser membre del grup My Bloody Valentine.
La banda va tenir contracte fins a l'any 2000 amb Alan McGee's Creation; actualment tenen contracte amb Sony/Columbia.

## Discografia

### Discos
- Sonic Flower Groove (1987)
- Primal Scream (1989)
- Screamadelica (1991) - #8
- Give Out But Don't Give Up (1994)
- Vanishing Point (1997)
- XTRMNTR (2000)
- Evil Heat (2002)
- Riot City Blues (2006)
- Beautiful Future (2008)
- More Light (2013)

### Remixes/Recopilacions
- Echo Dek (1997) Remezclas
- Dirty Hits (2003) Grandes Éxitos
- Shoot Speed - More Dirty Hits (2004) Grandes Éxitos/Rarezas
- Live in Japan (2004) Directo

### Senzills
- 1985 All Fall Down
- 1986 Crystal Crescent / Velocity Girl
- 1987 Gentle Tuesday
- 1987 Imperial
- 1989 Ivy Ivy Ivy
- 1990 Loaded 16
- 1990 Come Together 26
- 1991 Higher Than the Sun 40
- 1991 Don't Fight It, Feel It 41
- 1992 Dixie-Narco EP/Movin' On Up 11
- 1994 Rocks/Funky Jam 7
- 1994 Jailbird 29
- 1994 (I'm Gonna) Cry Myself Blind 49
- 1996 The Big Man and the Scream Team Meet the Barmy Army Uptown (with Irvine Welsh and On-U Sound) 17
- 1997 Kowalski 8
- 1997 Star 16
- 1997 Burning Wheel 17
- 1998 If They Move, Kill 'Em (Limited) 85
- 1999 Swastika Eyes 22
- 2000 Kill All Hippies 24
- 2000 Accelerator 34
- 2002 Miss Lucifer 25
- 2002 Autobahn 66 44
- 2003 Some Velvet Morning (with Kate Moss) 44
- 2006 Country Girl 5
- 2006 Dolls (Sweet Rock n Roll) 40
- 2006 Nitty Gritty (23/10/06)